# Xiang Xuan
Xiang Xuan (en chino, 向轩; pinyin, Xiàng Xuān; Wade-Giles, Hsiang Hsüan; Shangzhi, marzo de 1926-Chengdu, 10 de febrero de 2023) fue un coronel chino del Ejército Popular de Liberación y sobrino de He Long, mariscal de la República Popular China. Tras la muerte de su madre y su tía, Xiang se unió al Ejército Rojo Chino en 1933 y en 1935, a la edad de nueve años, participó en la Larga Marcha, convirtiéndose en el soldado más joven en participar en ella.

## Primeros años de vida
Xiang era miembro del grupo étnico Tujia. Nació en marzo de 1926 en Shangzhi, Hunan y fue uno de los cinco hijos de He Mangu, la hermana menor de He Long, y Xiang Shenghui. Antes de nacer, He Mangu se unió al Partido Comunista de China y comenzó a participar en actividades revolucionarias con sus hermanos. En 1928, Xiang Shengui dirigió su unidad guerrillera para atacar a las fuerzas del Kuomintang en los condados de Shishou y Jianli en Hubei. Ante un duro contraataque de las fuerzas enemigas, He Mangu trasladó a sus hijos, incluido Xiang Xuan, a una aldea en condado de Yongshun, Hunan. Después de que se quedaron sin municiones, He Mangu y sus tres hijos fueron detenidos por el Kuomintang y llevados como prisioneros a Sangzhi, Hunan. La hermana mayor de He Mangu, He Ying, sobornó a los guardias de la prisión, lo que llevó a la liberación de los hijos de He Mangu, incluido Xiang. He Mangu fue torturado y ejecutado mientras estaba en cautiverio el 16 de septiembre de 1928.
A raíz de la muerte de He Mangu, He Ying se llevó a los hijos de He Mangu y, como ella no tuvo descendencia, adoptó a Xiang, quien comenzó a ver a He Ying como su nueva madre. En 1933, Xiang junto con He Ying y su unidad guerrillera se trasladaron a una base en Hefeng, Hubei. El 6 de mayo de 1933, la base fue rodeada por tropas enemigas después de que los lugareños revelaran su posición. Cuando la unidad comenzó a perder la batalla, He Ying ordenó a Xiang que escapara con las guerrillas locales para reunirse con su tío He Long y le dio una bolsa que contenía un anillo, cinco dólares de plata y una pistola pequeña. He Ying murió en la batalla y Xiang Xuan siguió al resto de la unidad guerrillera para encontrarse con He Long en las montañas cerca de la frontera de Guizhou.

## Servicio militar

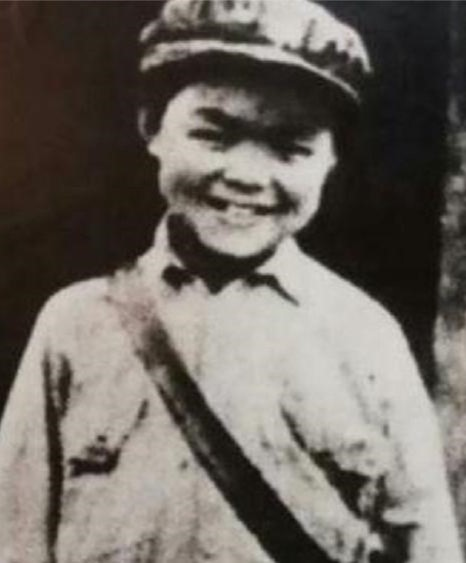
Xiang como niño soldado en el Ejército Rojo Chino.

El servicio militar de Xiang comenzó oficialmente en 1933 tras su fuga tras la muerte de su tía. Más tarde ese año, se convirtió en soldado en el Segundo Cuerpo del Ejército Rojo de He Long en el Ejército Rojo Chino. En noviembre de 1935, más de 17.000 soldados del Segundo y Sexto Cuerpo del Ejército Rojo, liderados por He Long, participaron en la Larga Marcha, una retirada militar del Ejército Rojo chino del avance de las fuerzas del Kuomintang durante la Guerra Civil China, desde Sangzhi, Hunan. Durante la marcha, montó en una mula y cruzó los ríos Yuanshui, Chishui y Jinsha, y las montañas Wumeng. A los 9 años fue el soldado más joven en participar en la marcha. En octubre de 1936, Xiang y el resto de los soldados llegaron a la nueva base de operaciones comunista en Yan'an, Shaanxi. Continuó quedándose en Yan'an para recibir clases culturales adicionales. Asistió a la escuela primaria en la región fronteriza de Shaanxi-Gansu-Ningxia y luego se graduó en la Universidad Antijaponesa.
Desde 1936, se desempeñó como líder adjunto del escuadrón de comunicaciones del Segundo Ejército del Frente Rojo y durante la segunda guerra sino-japonesa, se desempeñó como oficial de comunicaciones en el Cuartel General de la 120.ª División del 8.º Ejército de Ruta. Desde abril de 1943 sirvió como soldado en la Compañía de Guardias de la 358.ª Brigada del Octavo Ejército de Ruta. Después de estudiar ingeniería, se desempeñó como comandante adjunto de la Compañía de Ingenieros de la 358.ª Brigada en el Ejército de Campaña del Noroeste durante la continuación de la guerra civil china. En 1948, en una batalla en el condado de Dali, Shaanxi, Xiang sirvió como comandante de la compañía de ingeniería del Ejército de Campaña del Noroeste. Durante la batalla, utilizó tierra alterada para detonar fortines del Ejército Nacional Revolucionario, pero sufrió heridas graves, incluida casi la pérdida de la vista en el ojo derecho y heridas de metralla en todo el cuerpo.
Tras la  en 1949, Xiang continuó sirviendo en numerosos puestos militares dentro del Ejército Popular de Liberación. En 1955 fue ascendido a teniente coronel y en 1960 fue ascendido a coronel. En diciembre de 1960, fue nombrado subjefe de sección de la Sección de Artillería del Departamento de Logística de la División Militar de Chengdu dentro de la Región Militar de Chengdu. En noviembre de 1978, se desempeñó como viceministro del Departamento de las Fuerzas Armadas Populares del distrito de Xicheng en la División Militar de Chengdu de la Región Militar Provincial de Sichuan. En diciembre de 1982 se retiró del servicio militar.

## Vida posterior
Después de su jubilación, Xiang continuó residiendo en Chengdu. Murió el 10 de febrero de 2023 en un hospital tras una enfermedad, a la edad de 96 años. A su funeral asistieron políticos de Sichuan y Hunan.